# Pramollo-Gruppe
Die Pramollo-Gruppe ist eine lithostratigraphische Gruppe in den Karnischen Alpen, die im Oberkarbon abgelagert wurde. Ihre Molasseablagerungen bilden Teil der Pontebba-Supergruppe, die nach abgeschlossener variszischer Tektogenese den alpidischen Geosynklinalzyklus einleitet. Der paläozoische Sockel war mobil geblieben und wurde unmittelbar nach der Gebirgsbildung wieder überflutet – es entstand so von Osten ausgehend die alpine Regenerationsgeosynklinale.

## Bezeichnung

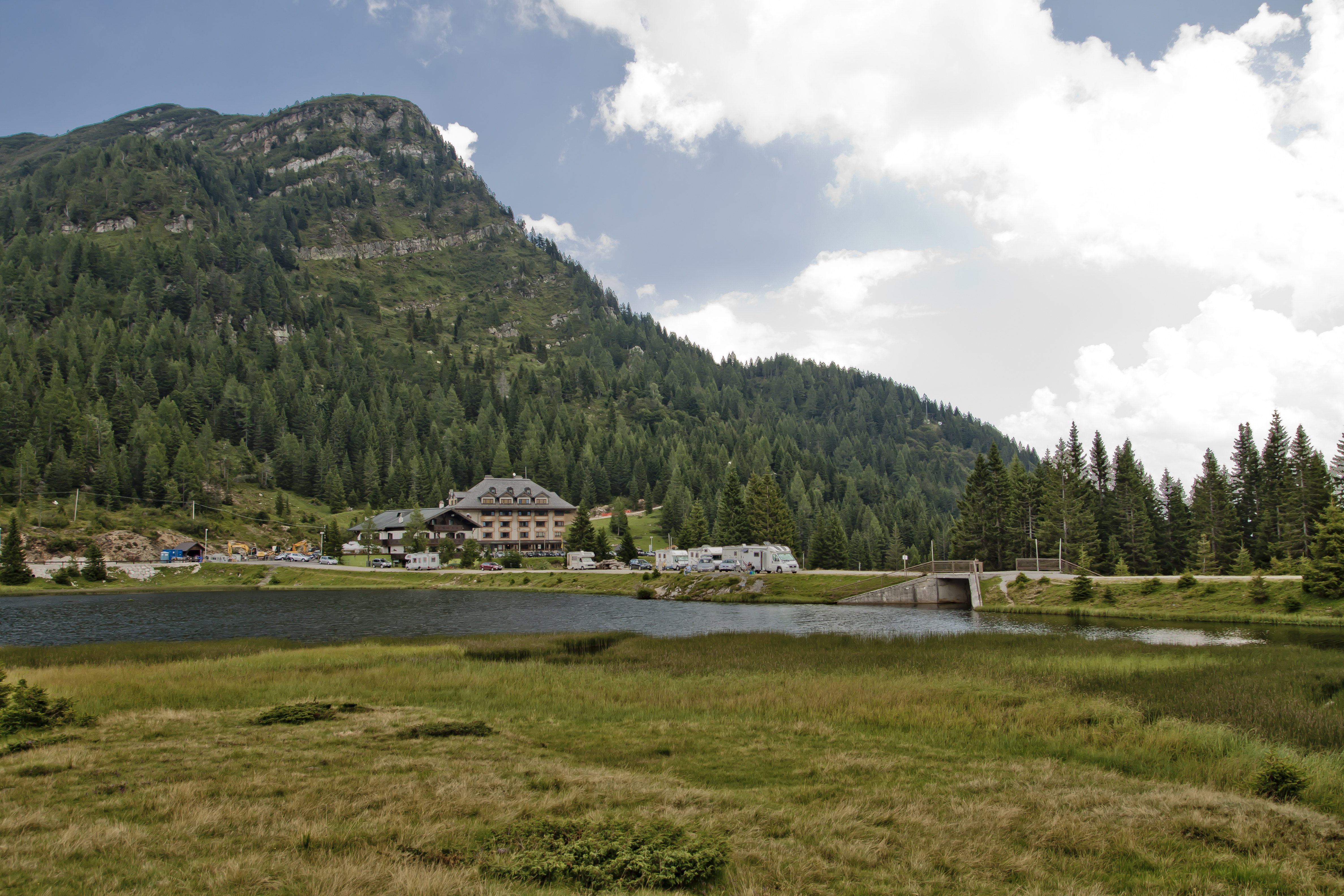
Die Nassfeld-Passhöhe mit dem Auernig (1825 m) und Schichten der Pramollo-Gruppe

Die Pramollo-Gruppe, früher auch als Auernig-Gruppe oder Auernigschichten bekannt, ist nach der Pramollo benannt, der italienischen Bezeichnung für das Nassfeld.

## Geschichte
Die Pramollo-Gruppe wurde von E. Schellwien als Auernigschichten erstmals im Jahr 1892 wissenschaftlich beschrieben. Zwei Jahre später folgte eine Beschreibung von F. Frech und 1896 von G. Geyer. Die jetzige Bezeichnung wurde erst 1990 von Venturini etabliert.

## Geologie
Die zu den Südalpen gehörenden Karnischen Alpen werden durch das Periadriatische Lineament von den Ostalpen getrennt. Nördlich und südlich des Lineaments unterscheiden sich die Gesteine sowohl bezüglich Fazies als auch Tektonik beträchtlich voneinander. So ist beispielsweise das Perm in den Südalpen fast ausschließlich marin entwickelt, nördlich des Lineaments jedoch terrestrisch. Der tektonische Bau wird im Norden durch weiträumige Deckentransporte geprägt, im Süden überwiegen jedoch Bruchtektonik und kurze Überschiebungsweiten.
Der ältere prävariszische Sedimentationszyklus begann in den Karnischen Alpen im Ordovizium und endete mit der variszischen Orogenese im mittleren Moskovium (Westfal D) um 308 Millionen Jahre BP. Die jüngere postvariszische Sedimentationsabfolge setzte unmittelbar darauf kurz vor Beginn des Kasimoviums (Oberkarbon, Pennsylvanium) ein und überdauerte bis in die Trias (Ladinium).
Nach Abschluss der variszischen Orogenese, die nicht zur endgültigen Konsolidierung des alpinen Bereichs geführt hatte, sowie der daraus resultierenden erosiven Phase, wurden in der westlichen Paläotethys randmarine Grabenstrukturen eingesenkt, darunter das Pramollo-Becken. Die heutigen Reste dieses Beckens sind in einem ungefähr 20 Kilometer langen und 5 Kilometer breiten, nach Ostsüdost ausgelängten Pull-Apart zwischen der Kronalpe im Osten und dem Zollnersee im Westen aufgeschlossen. Die hohe Mächtigkeit der Beckenfüllung im Oberkarbon und Unterperm – die Pramollo-Gruppe und die Rattendorf-Gruppe sind zusammen an die 1700 Meter mächtig – kam durch transtensive, synsedimentäre Absenkung zustande. Der auffallend zyklische Charakter der abgelagerten Sedimente wurde durch tektonische Bewegungen im Verbund mit glazio-eustatischen Meeresspiegelschwankungen verursacht, welche ihrerseits über die permokarbone Vereisung der Südkontinente (Gondwana) gesteuert worden waren.

## Lithologie
Die Pramollo-Gruppe kann in fünf Formationen unterteilt werden. Vom Hangenden zum Liegenden sind dies:
- Carnizza-Formation – obere kalkarme Schichtgruppe – 120 Meter
- Auernig-Formation – obere kalkreiche Schichtgruppe – 250 Meter
- Corona-Formation – mittlere kalkarme Schichtgruppe – 300 Meter
- Pizzul-Formation – untere kalkreiche Schichtgruppe – 300 Meter
- Meledis-Formation – untere kalkarme Schichtgruppe – 120 Meter

Die Gruppe legt sich diachron über die unterlagernde Bombaso-Formation, die ihrerseits stellenweise bis in die Meledis- und Pizzul-Formation hinaufreichen kann und gelegentlich auch zur Pramollo-Gruppe hinzugerechnet wird. Über der Pramollo-Gruppe folgt die Rattendorf-Gruppe.
Die Pramollo-Gruppe kann bis zu 1090 Meter an Mächtigkeit erlangen. Lithologisch besteht sie aus quarzreichen Sandsteinen, quarzreichen komponentengestützten Konglomeraten und Schiefertonen; letztere sind insbesondere in der Meledis-, in der Corona- und in der Carnizza-Formation sehr häufig vertreten und führen zwischengeschaltete bioklastische Kalklagen. Im Vergleich zur unterlagernden Bombaso-Formation ist die Pramollo-Gruppe wesentlich reicher an Quarz-Detritus, der Übergang erfolgt aber sukzessiv. Die Gruppe ist zyklisch aufgebaut, wobei sich klastische mit kalkhaltigen Sedimenten abwechseln.
Die Konglomerate haben einen hohen Reifegrad und bestehen fast ausschließlich aus gut gerundeten, bis zu 10 Zentimeter großen Milchquarzen. Untergeordnet kommen auch weniger gut gerundete schwarze Lydite vor. Die Sandsteine sind meist schräggeschichtet, häufig auch gradiert. Feinsandsteine sind meist sehr glimmerreich und enthalten oft schöne Pflanzenfossilien – hauptsächlich Farne, Kalamiten und Lepidodendraceen. Die dunkelgrauen, überwiegend geringmächtigen Tonschieferhorizonte enthalten gelegentlich gut erhaltenes Pflanzenmaterial. Selten treten auch kleine Kohleflözchen auf. Die Karbonathorizonte und -linsen sind in der Regel 10 bis 15 Meter mächtig und bestehen aus fossilreichen, dunkelgrauen Anthracoporellen- oder bioklastischen Kalken. Ab und zu sind auch selektiv verkieselte Organismen enthalten.

## Fazies
Die Pramollo-Gruppe dürfte faziell vorwiegend als randmarin anzusprechen sein, wobei sich ihre Paläofazies vom Flussdelta bis zum strandnahen Bereich erstrecken. Dennoch sind aber auch offene Schelfbedingungen mit einer maximalen Wassertiefe von 40 bis 60 Meter verwirklicht worden. Im Einzelnen lassen sich folgende Sediment- und Faziestypen unterscheiden:
- quarzreiche Konglomerate des strandnahen Bereichs
- Sandsteine mit Trogschrägschichtung des oberen Strandbereichs
- Sandsteine mit unebener Schrägschichtung des unteren Strandbereichs
- durchwühlte und teils fossilhaltige Siltsteine und Schiefertone des offshore-Bereichs
- Fossilkalke des offshore-Bereichs
- dünne Kohlelagen und dunkle, pflanzenreiche Tonschiefer im Hangenden von örtlich begrenzten Konglomeraten – Sümpfe in Küstennähe.

Diese Lithofazies bilden in der Corona-, Auernig- und Carnizza-Formation hochfrequente Sedimentzyklen von 10 bis 40 Meter Mächtigkeit, die so genannten Auernig-Cyclotheme. Jeder einzelne Zyklus beginnt mit Konglomeraten an der Basis, gefolgt von schräggeschichtetem Sandstein, Siltstein, Tonschiefer, Fossilkalk, Siltstein mit Tonschiefer und abschließendem Sandstein. Die Konglomerate hatten sich bei relativ niedrigem Meeresspiegel gebildet, die Fossilkalke jedoch bei Hochstand. Laut Krainer (1992) sind diese Zyklen durch eiszeitlich bedingte Meeresspiegeländerungen verursacht worden.

## Umweltbedingungen
Der Ablagerungsraum der Pramollo-Gruppe befand sich damals auf 5° nördlicher bis 10° südlicher Breite.  Das herrschende Paläoklima war niederschlagsreich und tropisch-humid. Fossile Pflanzengemeinschaften wie Equisetopsida, Filicotopsida, Lycopodiopsida und Pteridospermae sind bezeichnend für feucht-tropisches Klima. Auch das recht häufige Auftreten dünner Kohlenflöze in Konglomeraten und Sandsteinen des Vordeltabereichs verweist auf niederschlagsreiche Umweltbedingungen. Im Gegenzug gibt es keinerlei Anzeichen (wie beispielsweise Evaporite) für arides Klima. Paradoxerweise sind die Kalklagen offensichtlich unter kühlen Wassertemperaturen abgesetzt worden, erkennbar beispielsweise am Fehlen von Oolithen. Elias Samankassou (2002) erklärt diesen Widerspruch durch periodisches Aufwallen von Tiefenwasser. Die insgesamt recht niedrige Karbonatproduktion in der Pramollo-Gruppe dürfte letztendlich auf tektonische Ursachen zurückzuführen sein. Der mobile, ständig absinkende Innenschelfbereich der Paläotethys, und damit verbunden die starke klastische Zufuhr mit zeitweise hohen Sedimentationsraten, hemmten die Entwicklung mächtigerer Karbonate.

## Fossilien

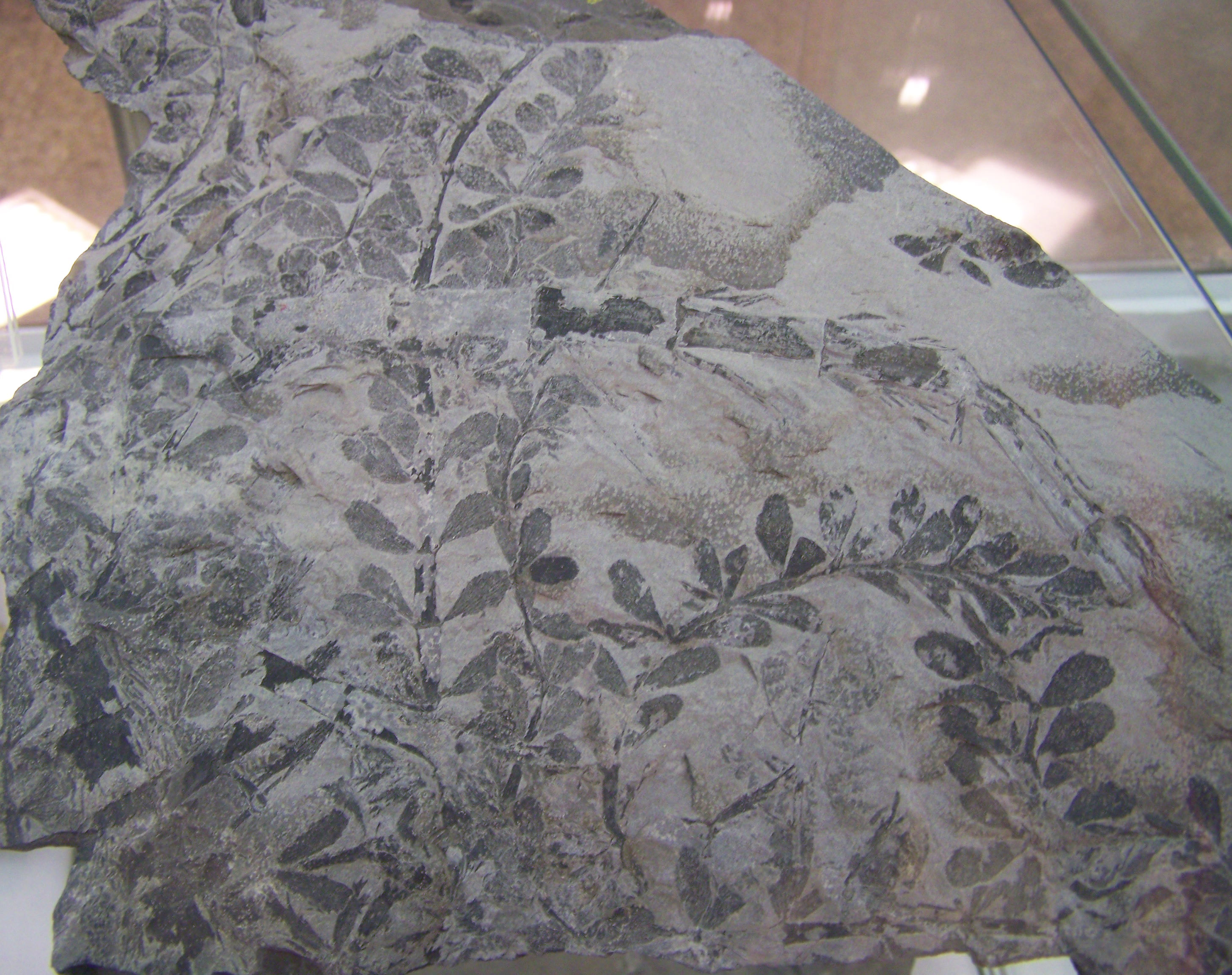
Sphenophyllum miravallis

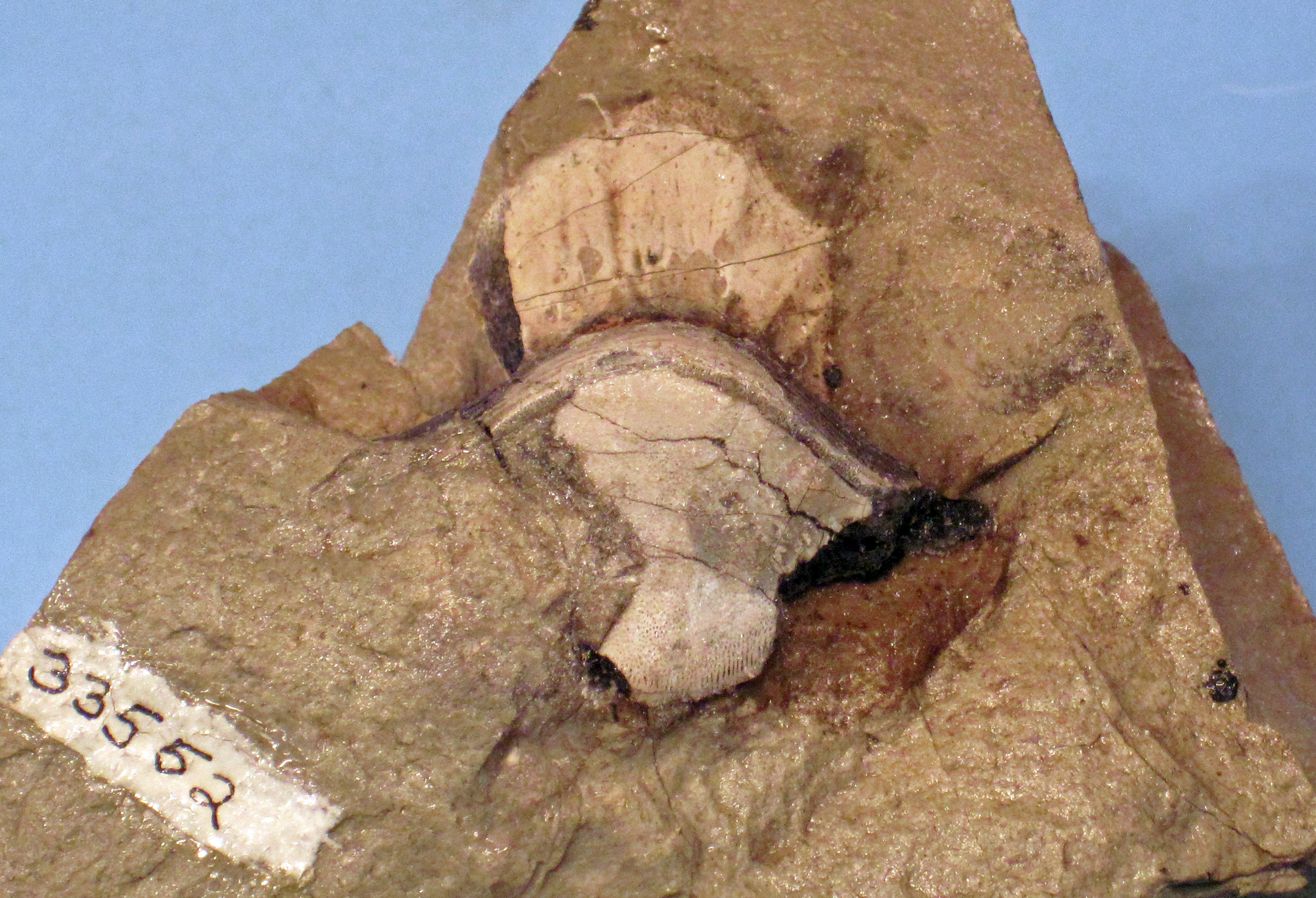
Knorpelfischzahn Petalodus ohioensis

Paläontologisch zeichnet sich die Pramollo-Gruppe durch einen reichhaltigen und vielseitigen Fossilgehalt aus. Erhalten sind – vor allem in Kalklagen und in Schiefertonen – Algen (Dasycladaleen-Algenmounds mit Anthracoporella spectabilis, die Rotalge Archaeolithophyllum missouriense sowie Epimastopora), Brachiopoden, sehr diversifizierte Bryozoen, Crinoiden, Echinodermen, Foraminiferen, Insekten, Kopffüßer, Korallen, Muscheln, Ostrakoden inklusive Entomazoa, Sphinctozoen, Schwammnadeln, Spinnen, Trilobiten, Tubiphyten sowie eine reiche und gut erhaltene Paläoflora mit Alethopteris, Annularia, Calamites, Cordaites, Neuropteris, Pecopteris, Pseudomariopteris busquetii und Sphenophyllum angustifolium.
Die Gruppe beherbergt außerdem eine sehr bedeutende Ichnofauna und darf daher durchaus als Ichnolagerstätte angesprochen werden. Folgende Taxa werden angetroffen: Ancorichnus, Archaeonassa, Beaconites, Curvolithus simplex, Cylindrichnus, Helminthoidichnites tenuis, Parataenidium, Planolites, Psammichnites plummeri, Skolithos und Zoophycos.
Unter den Gliederfüßern sind die Funde eines Arachniden (Geißelskorpion Parageralinura marsiglioi aus der Pizzul-Formation) und eines Eurypteriden (Adelophthalmus aus der Meledis-Formation) anzuführen
Vertebratenreste sind äußerst selten, bisher konnten nur Tetrapodenspuren und der Zahn eines zu den Knorpelfischen (Chondrichthyes) gehörenden Petalodus ohioensis gefunden werden.

## Metamorphose
Die Pramollo-Gruppe wurde im Verlauf der alpidischen Gebirgsbildung von einer sehr niedrigen bis niedrigen Regionalmetamorphose überprägt. Die physikalischen Bedingungen erreichten Temperaturen von zirka 270 °C, dieses Maximum wurde wahrscheinlich in der Kreide gegen 100 Millionen Jahren BP durchlaufen. Die thermische Überprägung kann gut durch die permo-mesozoische Sedimentüberlagerung erklärt werden.

## Alter
Die Pramollo-Gruppe kann dem Zeitraum Oberes Moskovium bis Gzhelium zugeordnet werden, dies entspricht in etwa 308 bis 300 Millionen Jahren BP.

## Vorkommen
Die Vorkommen der Pramollo-Gruppe beschränken sich auf die zentralen Karnischen Alpen im österreichisch-italienischen Grenzgebiet sowie auf die südlichen Karawanken. Ihre Typlokalität befindet sich am Auernig südöstlich des Nassfelds. Weitere Vorkommen sind:
- Garnitzenberg – 1950 m (Monte Carnizza)
- Kronalpe – 1832 m (Monte Corona)
- Straniger Alm (Rio Cordin, Cima Val di Puartis)
- Zollnersee